# Harvey Nichols
Harvey Nichols è una catena di grandi magazzini britannica fondata nel 1831 e con sede principale a Knightsbridge, Londra. Vende collezioni di moda per uomini e donne, accessori, prodotti cosmetici, vino e cibo.